# Коста Яшмаков
Коста Борисов Яшмаков (на македонска литературна норма: Коста Борис Јашмаков) е югославски партизанин и деец на Комунистическата съпротива във Вардарска Македония.

## Биография
Роден е в град Битоля на 29 октомври 1912 година. Завършва военна академия. През операция Ауфмарш 25 става капитан II клас в Кралска Югославия. През април 1944 година става член на МКП и влиза в НОВМ. На 6 август 1944 година е назначен за командир на трета македонска ударна бригада, като преди това е бил началник на щаба й. Делегат е на първото заседание на АСНОМ. На 1 декември 1944 година е повишен в майор и командва Четиридесет и втора македонска дивизия на НОВЮ и е началник на щабът на Петнадесети корпус на НОВЮ. След Втората световна война е помощник на командир на военна школа и преподавател във Висшата военна академия на ЮНА. През 1959 година се пенсионира от армията с чин подполковник.